# Martha Shelley
Martha Shelley (Brooklyn, 27 de diciembre de 2024) es una activista, escritora y poeta bisexual estadounidense, también conocida por su participación en el activismo feminista lésbico.

## Biografía
De padres de ascendencia judía rusa-polaca, en 1960, asistió a sus primeras clases de judo femenino en Nueva York, tratando de conocer a mujeres lesbianas. Dos años después, a la edad de 19 años, se mudó de la casa de sus padres a un hotel y acudió a bares de lesbianas, donde "se sentía miserable". No se veía a sí misma encajando en los roles de butch y femme, roles de género lésbico comunes durante este periodo.
En esa época, descubrió la famosa obra de Betty Friedan La mística de la feminidad, un texto que inspiró a muchas feministas. También participó en un grupo basado en el trabajo de la psiquiatra estadounidense Harry Stack Sullivan que la llevó a participar por primera vez en las protestas contra la guerra de Vietnam.
En 1965, se graduó de City College. Dos años después, en noviembre de 1967, asistió por primera vez a una reunión de la Sección femenina de la ciudad de Nueva York de la primera asociación defensora de los derechos de las lesbiana: las Hijas de Bilitis (DOB), de la cual se convertiría más tarde en presidenta, a pesar de sus objeciones a eventos como el "Recordatorio anual" realizado por la organización.

Debido a la vigilancia del FBI, se instó a los miembros del DOB a utilizar alias, y Altman tomó Shelley como apellido. Mientras trabajaba como secretaria en la oficina de recaudación de fondos del Barnard College, se unió a la Student Homophile League y trabajó con el activista bisexual Stephen Donaldson, con quien mantenía una relación en ese momento. Shelley ha descrito el romance como un escándalo: 
"Solíamos entrar en esas reuniones cogidos del brazo... porque los dos éramos tan descarados y estábamos en público mostrándonos a favor de los homosexuales, que seguramente no podían permitirse el lujo de echarnos".
En 1969, el primer ensayo importante de Shelley apareció en el boletín Liberation News Service : Stepin' Fetchit Woman. Este mismo ensayo apareció más tarde en otras publicaciones con títulos alternativos como Women of Lesbos y Notes of a Radical Lesbian". Shelley afirma que no eligió el título con el que apareció por primera vez.

## Frente de Liberación Gay
Mientras desempeñaba un papel de liderazgo con las Hijas de Bilitis (DOB), Shelley a veces organizaba encuentros con mujeres que estaban en la ciudad de Nueva York para enseñarles cómo crear su propia sección de la organización. Mientras realizaba un encuentro con mujeres de Boston la noche de los disturbios de Stonewall, Shelley y sus visitantes pasaron junto alguno de los disturbios fuera del Stonewall Inn. Shelley las consideró inicialmente como protestas contra la guerra, pero más tarde se informó sobre la causa real. Reconociendo la importancia del evento y teniendo conciencia política, Shelley propuso una marcha de protesta y, como resultado, el DOB y Mattachine patrocinaron una manifestación. Con el tiempo, quedó claro para los implicados que Shelley y otros buscaban una nueva organización para servir mejor a sus objetivos políticos; ella fue una de la veintena de mujeres y hombres que formaron el Frente de Liberación Gay después de Stonewall y participó abiertamente en muchos de sus enfrentamientos. Con el tiempo, el nombre del Frente de Liberación Gay se utilizó en organizaciones similares pero sin ninguna conexión directa inherente con Shelley u otros organizadores en la ciudad de Nueva York en ese momento.
Shelley también escribió para Come Out!, el boletín del Frente de Liberación Gay de la Ciudad de Nueva York, y ayudó a imprimir los números. El boletín publicó ensayos, informes, arte y poesía de los remitentes y miembros de la organización. Funcionó, aunque de manera intermitente, durante tres años. El trabajo de Shelley aparece en los ocho números del boletín, con una variedad de géneros, incluyendo ensayos sobre los movimientos en los que participó, informes sobre el Frente de Liberación Gay en otras ciudades y organizaciones relacionadas en la ciudad de Nueva York, y parte de su poesía. Muchos de sus ensayos, incluidos “More Radical Than Thou” y “Subversion in the Women’s Movement - What is to be Done?”, implican criticar la naturaleza competitiva y despiadada del movimiento feminista, el movimiento de liberación gay y otros movimientos adyacentes. Come Out! es uno de los medios en los que Shelley publicó por primera vez, lo que brinda información sobre su ideología política en desarrollo, así como sobre los acontecimientos que la rodean.
El Frente de Liberación Gay se alió con otros movimientos que estaban en marcha en ese momento, incluida la liberación negra y de la mujer. Para algunos, esta unidad no era deseable, y la Alianza de Activistas Gay (GAA) se formó como un grupo escindido de GLF y buscó enfocarse más exclusivamente en los derechos de los homosexuales. Además de GAA, los miembros de GLF también formaron subgrupos (células) con diferentes objetivos y propósitos. Uno de los grupos que se formó principalmente de mujeres GLF fue Lavender Menace, llamado así por el comentario hecho por Betty Friedan (entonces presidenta de NOW) sobre las lesbianas como una "amenaza lavanda" en el movimiento feminista. Lavender Menace más tarde pasó a llamarse Radicalesbians.

## Feminismo
En 1970, Lavender Menace, más tarde Radicalesbians, organizó el zap Lavender Menace del Segundo Congreso para unir a las Mujeres. Shelley desempeñó un papel fundamental en este zap, y algunos han afirmado que participó en la redacción del manifiesto de Radicalesbians, "La mujer identificada como mujer", que introdujo la terminología "women-identified" y "male-identified" en la comunidad del discurso feminista lésbico. Más tarde ese mismo año, Shelley escribió "Subversion in the Women's Movement", que se publicó en Come Out! y en Our backs, una publicación feminista.
A partir de 1972, Shelley produjo el programa de radio Lesbian Nation en la estación de radio WBAI de Nueva York. La Biblioteca del Congreso afirma que Lesbian Nation es, muy probablemente, el primer programa de radio lésbico.
Contribuyó con las piezas "Notes of a Radical Lesbian" y "Terror" a la antología de 1970 Sisterhood is Powerful: An Anthology of Writings From The Women's Liberation Movement, editada por Robin Morgan.
Después de mudarse a Oakland, California, en octubre de 1974, participó en el Women's Press Collective, donde trabajó con Judy Grahn para producir Crossing the DMZ, In Other Words, Lesbians Speak Out y otros libros. Su poesía ha aparecido en la revista Ms., Sunbury, The Bright Medusa, We Become New y otras publicaciones periódicas. Shelley apareció en el documental de 2010 Stonewall Uprising, un episodio de la serie American Experience.

## Activismo y puntos de vista políticos
A pesar de estar involucrada con el feminismo lésbico, Shelley no se describe a sí misma como una lesbiana separatista del movimiento por los derechos de los homosexuales. Aunque le gustó la idea de espacios solo para lesbianas, ha dicho que la división de la liberación gay en grupos disidentes debilitó el movimiento en su conjunto. También estuvo aliada con muchas otras causas de izquierda de las décadas de 1960 y 1970, como el movimiento proabortista y grupos de derechos civiles como Black Panthers y Young Lords, y se ha descrito a sí misma como socialista. Shelley también fue muy crítica con los puntos de vista psiquiátricos predominantes sobre la homosexualidad en la década de 1960 y argumentó que la estigmatización de la homosexualidad como una enfermedad mental era un factor importante que contribuía a los problemas psicológicos dentro de la comunidad gay y lesbiana.

## Obras y publicaciones

### Artículos

#### InCome Out!
- "Stepin' Fetchit Woman" (Vol. 1, No. 1)
- “More Radical Than Thou” (Vol. 1, No. 2)
- “The Young Lords” (Vol. 1, No. 3)
- “Gay Youth Liberation” (Vol. 1, No. 4)
- “Gays Riot Again! Remember Stonewall!” (Vol. 1, No. 5)
- “Let a Hundred Flowers Bloom” (Vol. 1, No. 5) - Co-authored by Bernard Lewis
- "Subversion in the Women’s Movement: What is to be Done?” (Vol. 1, Issue 7)
- “Power… and the People!” (Vol. 2, No. 7b)

#### Otros trabajos
- "Notes of a Radical Lesbian" in Sisterhood is Powerful: An Anthology from the Women's Liberation Movement. Vintage. 1970. ISBN 9780394705392.
- "Gay is Good" in Out of the Closets: Voices of Gay Liberation. Douglas Books. 1972. ISBN 0-88209-002-X.
- "Our Passion Shook the World" in Smash the Church, Smash the State: The Early Years of Gay Liberation. City Lights Books. 2009. ISBN 9780872864979.

### Libros
- Crossing the DMZ. Women's Press Collective. 1974.
- Lovers and mothers. Sefir. 1981.
- Haggadah: A Celebration of Freedom. Aunt Lute Books. 1997. ISBN 1-879960-53-2.
- The Throne in the Heart of the Sea. Ebisu. 2011. ISBN 978-1-892076-83-0.
- The Stars in their Courses. Ebisu. 2014. ISBN 978-0692206171.
- A Meteor Shower. Ebisu. 2019. ISBN 978-0-578-50061-4.
- Released From the Wheel. Ebisu. 2021. ISBN 978-0-578-79959-9.

### Cuentos cortos
- "Her wild barbarian heart" in Finding courage: writings by women. Crossing Press. 1989. ISBN 0-89594-378-6.
- «In that number». Common Lives/Lesbian Lives (30). 1989. ISSN 0891-6969.
- "Walking the rim" in Word of mouth : 150 short-short stories by 90 women writers. Crossing Press. 1990. ISBN 0-89594-395-6.
- "The cart o'tea belove" in Speaking for ourselves : short stories by Jewish Lesbians. Crossing Press. 1990. ISBN 9780895944283.

### Poesía en antología
- We become new : poems by contemporary women. Bantam. 1975.
- The Lesbian reader. Barn Owl. 1975. ISBN 0-9609626-0-3.
- The women's Seder sourcebook : rituals and readings for use at the Passover Seder. Jewish Lights. 2006. ISBN 978-1-58023-232-6.